# Cynic (britische Band)
Cynic ist eine im Jahr 1979 in Malvern, Worcestershire gegründete britische Heavy-Metal-Band. Sie war während der frühen 1980er Jahre Teil der New Wave of British Heavy Metal.

## Bandgeschichte

### Gründung und Anfänge (1977–1981)
1977 spielte der Gitarrist Shaun Grant zusammen mit dem Schlagzeuger Timothy Batkin in einer Schul-Coverband namens Renegade. Nachdem er die Schule 1978 verlassen hatte, arbeitete Shaun mit seinem besten Freund und ehemaligem Leadgitarristen der Band Health Warning, Dom Heptinstall, zusammen. Sie taten sich mit Timothy Batkin zusammen und gründeten Cynic. Das Trio wurde von Tony Eyres (Gesang) und Barry Pedlingham (Bass) ergänzt und zusammen spielten sie ihr erstes Konzert im Dezember 1981 für eine Motorrad-Gang. In und um Worcestershire spielte man mit Bands wie Grim Reaper, Wrathchild, Tyga Myra und Virgin Star.

### Erste Erfolge (1982–1987)
Im Jahr 1982 nahm Cynic die Demo Do or Die auf. Diese Demo hat seinen Weg auf zahlreiche Download-Seiten gefunden, jedoch waren nur drei der vier Titel vorhanden – Der Opener Killroy fehlte.
1983 produzierte die Band ihre erste Single Suicide/No Time at All, welche sie selbst finanzierten. Dies führte dazu, dass die Single Suicide bei BBC Radio gespielt wurde, und später in Malc Macmillans Buch Die Enzyklopädie der New Wave of British Heavy Metal als „genre definierend“ bezeichnet und „auf der höchsten Ebene der Hierarchie für ultra-seltenen Sammlerstücke“ angesiedelt wurde.
Nach der Veröffentlichung von Suicide/No Time at All, verließen Tony Eyres und Barry Pedlingham Cynic und wurden von John Ridsdale am Gesang und Neil Orgee am Bass ersetzt. Mit diesem Line-Up kehrte Cynic im Jahr 1987 ins Studio zurück und nahm die Demo Rebel Eye auf, welches als Kassette mit einfacher Bildhülle auf Konzerten verteilt wurde.

### Trennung (1987–1989)
Später im Jahr 1989 kündigte John Ridsdale an, er werde die Band verlassen. In den frühen 1990er Jahren beschloss man, sich vorerst aufzulösen und jeder einzelne verfolgte persönliche und musikalische Interessen.
Shaun Grant spielte weiter Gitarre und arbeitet in Bands wie Bad Attitude und Sons of Spock (später Slack Granny) sogar mit seinem Bandkollegen Gary Curtiss zusammen.
Timothy Batkin tat sich 1995 mit Simon Fraser-Clark und Neil Orgee zusammen und gründete eine Rush-Coverband.

### Wiedervereinigung (2003-heute)
Erst 2003, durch die wieder ansteigende Popularität der Musik der NWoBHM, und somit auch der von Cynic, schloss man sich wieder zusammen. Fortan übernahm Leadgitarrist Shaun Grant den Gesang, während Gary Curtiss als neuer Bassist fungierte.
Cynic beschlossen, eine Auswahl ihres bisherigen Materials neu aufzunehmen, zu mastern und als CD unter dem Titel Right Between the Eyes zu veröffentlichen. Auf dieser Zusammenstellung waren einige Tracks von der Rebel Eye-Demo, sowie von der Suicide/No Time at All-Single, allerdings kein einziger von der Do or Die-Demo enthalten.
Im Oktober 2006 kehrte Cynic in das Aufnahmestudio zurück, diesmal in das legendäre, britische Rockfield in Monmouth, Wales – wo bereits Bands wie Rush ihre Alben Hemispheres und A Farewell to Kings aufnahmen. Das Ergebnis war das am 30. Juni 2008 erschienene Album Suburban Crisis, welches alte Titel der Band enthält, die neu eingespielt wurden. Es war das erste Studioalbum der Band.

## Diskografie
- 1982: Do or Die (Demo)
- 1983: Suicide/No Time at All (Single)
- 1987: Rebel Eye (Demo)
- 2003: Right Between the Eyes (Best of)
- 2008: Suburban Crisis (Album)

## Sonstiges
Das Lied No Time at All ist auch Teil der Compilation-CD The Roots of Metallica welche 2010 dem Magazin Rock Classics über die Geschichte rund um Metallica beilag.